# Tama (województwo podlaskie)
Tama – osada w Polsce położona w województwie podlaskim, w powiecie grajewskim, w gminie Rajgród. Leży przy drodze krajowej nr 61. Osada jest częścią składową sołectwa Czarna Wieś.
W latach 1975–1998 miejscowość administracyjnie należała do województwa łomżyńskiego.
Urodził się tu Henryk Rzepkowski – generał brygady WP, zastępca dowódcy Marynarki Wojennej 1967-1983.